# Championnat du Sénégal de football de deuxième division 2010
 (août 2025).
Motif : absence totale de sources secondaire sur cette compétition. Wikipédia n'est pas une base de données. Il est déjà suffisamment difficile de développer un vrai article encyclopédique sur la première division au Sénégal, alors se lancer dans une vague de création de la deuxième division ne semble pas pertinent.
- Archive Wikiwix
- Bing
- Cairn
- DuckDuckGo
- E. Universalis
- Gallica
- Google
- G. Books
- G. News
- G. Scholar
- Persée
- Qwant
- (zh) Baidu
- (ru) Yandex
- (wd) trouver des œuvres sur Wikidata

| 1. | Préciser le motif de la pose du bandeau. | Précisez le motif de la pose du bandeau en utilisant la syntaxe suivante : {{admissibilité à vérifier\|date=août 2025\|motif=remplacez ce texte par le motif}}                                                                    |
| 2. | Informer les utilisateurs concernés.     | Pensez à avertir le créateur de l'article, par exemple, en insérant le code ci-dessous sur sa page de discussion : {{subst:avertissement admissibilité à vérifier\|Championnat du Sénégal de football de deuxième division 2010}} |

Navigation
Championnat du Sénégal de Ligue 2 2009 Championnat du Sénégal de Ligue 2 2010-2011
La saison 2010 du Championnat du Sénégal de football de Ligue 2 débute le 14 mars 2010. C'est la 2e édition sous l'ère professionnelle. 14 clubs y participent.
Pour cette deuxième édition les 14 clubs sont regroupés en deux poules. Les premiers de chaque poule sont promus en Ligue 1 et s’affrontent pour déterminer le champion de la ligue 2 national, tandis que le dernier de chaque poule rejoint le championnat National 1.

## Les Équipes
| Club              | Ville    |
| ----------------- | -------- |
| ASC Dahra         | Dahra    |
| ASC Touré Kounda  | Mbour    |
| ASC Yeggo         | Dakar    |
| ASEC Ndiambour    | Louga    |
| ASFA              | Dakar    |
| Institut Diambars | Mbour    |
| Diokoul FC        | Rufisque |
| ETICS             | Mboro    |
| Étoile Lusitana   | Dakar    |
| Olympique de Ngor | Dakar    |
| ASC Renaissance   | Dakar    |
| Suneor            | Diourbel |
| Thiès FC          | Thiès    |
| Kaffrine FA       | Kaffrine |

## Poule A

### Classement
| Rang | Équipe           | Pts | J  | G | N | P | Bp | Bc | Diff |
| ---- | ---------------- | --- | -- | - | - | - | -- | -- | ---- |
| 1    | ASC Touré Kounda | 26  | 11 | 8 | 2 | 1 |    |    |      |
| 2    | ASC Yeggo        | 21  | 11 | 6 | 3 | 2 |    |    |      |
| 3    | Thiès FC         | 14  | 11 | 4 | 2 | 5 |    |    |      |
| 4    | Kaffrine FA P    | 14  | 10 | 4 | 2 | 4 |    |    |      |
| 5    | ASEC Ndiambour R | 12  | 11 | 3 | 3 | 5 |    |    |      |
| 6    | Étoile Lusitana  | 10  | 11 | 2 | 4 | 5 |    |    |      |
| 7    | Diokoul FC       | 7   | 11 | 1 | 4 | 6 |    |    |      |

### Résultats
| Résultats (▼dom., ►ext.)                                   | ASCY | ASCTK | ASECN | Diokoul FC | ET  | TFC | KFA |
| ASC Yeggo                                                  |      | -:-   | 1-0   | 0-1        | -:- | 2-1 | -:- |
| ASC Touré Kounda                                           | 1-1  |       | -:-   | 4-1        | 2-0 | -:- | 1-0 |
| ASEC Ndiambour                                             | -:-  | 1-1   |       | 3-0        | -:- | 2-1 | 2-0 |
| Diokoul FC                                                 | -:-  | -:-   | 0-0   |            | 0-0 | 0-0 | -:- |
| Étoile Lusitana                                            | 1-3  | 0-2   | 1-0   | -:-        |     | -:- | -:- |
| Thiès FC                                                   | 0-1  | 0-1   | -:-   | -:-        | 3-1 |     | 0-0 |
| Kaffrine FA                                                | 1-0  | -:-   | -:-   | 1-0        | 0-0 | -:- |     |
| - Victoire à domicile - Match nul - Victoire à l'extérieur |      |       |       |            |     |     |     |

## Poule B

### Classement
| Rang | Équipe            | Pts | J  | G | N | P | Bp | Bc | Diff |
| ---- | ----------------- | --- | -- | - | - | - | -- | -- | ---- |
| 1    | ETICS Mboro       | 21  | 11 | 6 | 3 | 2 |    |    |      |
| 2    | ASC Dahra P       | 20  | 11 | 5 | 5 | 1 |    |    |      |
| 3    | Suneor R          | 16  | 11 | 4 | 4 | 3 |    |    |      |
| 4    | ASC Renaissance   | 15  | 12 | 3 | 6 | 3 |    |    |      |
| 5    | Institut Diambars | 15  | 11 | 4 | 3 | 3 |    |    |      |
| 6    | Olympique de Ngor | 12  | 11 | 3 | 3 | 5 |    |    |      |
| 7    | ASFA Dakar.       | 4   | 11 | 0 | 4 | 7 |    |    |      |

### Résultats
| Résultats (▼dom., ►ext.)                                   | ASC Dahra | ASFA | Diambars | O.Ngor | ETICS | ASC Renaissance | Suneor |
| ASC Dahra                                                  |           | 0-0  | -:-      | 2-0    | 1-1   | -:-             | 2-0    |
| ASFA                                                       | -:-       |      | -:-      | 0-1    | 0-1   | 0-1             | 1-1    |
| Diambars                                                   | 0-1       | 5-1  |          | 3-0    | 2-1   | -:-             | -:-    |
| Olympique de Ngor                                          | -:-       | -:-  | -:-      |        | 0-1   | 1-1             | 1-0    |
| ETICS                                                      | -:-       | -:-  | 1-0      | -:-    |       | 1-0             | 0-2    |
| ASC Renaissance                                            | 2-0       | 1-1  | 2-1      | -:-    | -:-   |                 | -:-    |
| Suneor                                                     | 0-0       | -:-  | 2-1      | -:-    | -:-   | 1-0             |        |
| - Victoire à domicile - Match nul - Victoire à l'extérieur |           |      |          |        |       |                 |        |

| Rang | Équipe                   | Pts | J  | G | N | P | Bp | Bc | Diff |
| ---- | ------------------------ | --- | -- | - | - | - | -- | -- | ---- |
| 1    | ASC Dahra (Dahra Djolof) | 23  | 12 | 6 | 5 | 1 |    |    |      |
| 2    | ETICS Mboro              | 21  | 12 | 6 | 3 | 3 |    |    |      |

## Match des champions
- : ASC Touré Kunda 0 - 0 ASC Dahra / tab (7-6)

## Référence
1. ↑  « Ligue 2 - l'Etics joue son retour dans l'élite », sur allafrica.com, 4 juillet 2010 (consulté le 3 janvier 2024)
2. ↑  François Mendy, « L'Etics en tête, l'Asfa reléguée », sur allafrica.com, 10 juin 2010 (consulté le 3 janvier 2024)
3. ↑  [apparemment accordé plus tard 0-2 à Dahra][réf. nécessaire]